# Tachyancistrocerus biblicus
Tachyancistrocerus biblicus är en stekelart som beskrevs av Giordani Soika. Tachyancistrocerus biblicus ingår i släktet Tachyancistrocerus och familjen Eumenidae. Inga underarter finns listade i Catalogue of Life.